# Nietpistool

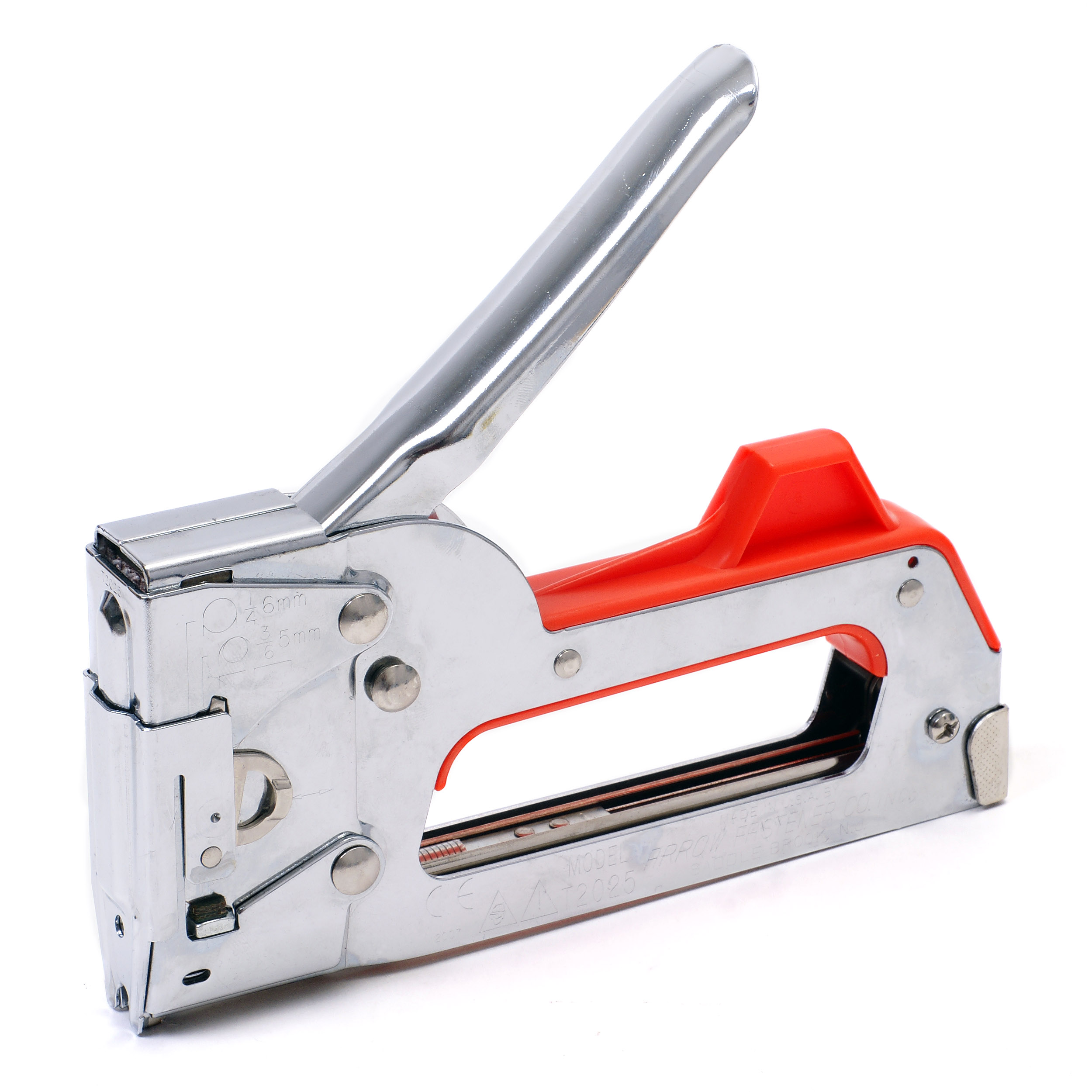
Nietpistool

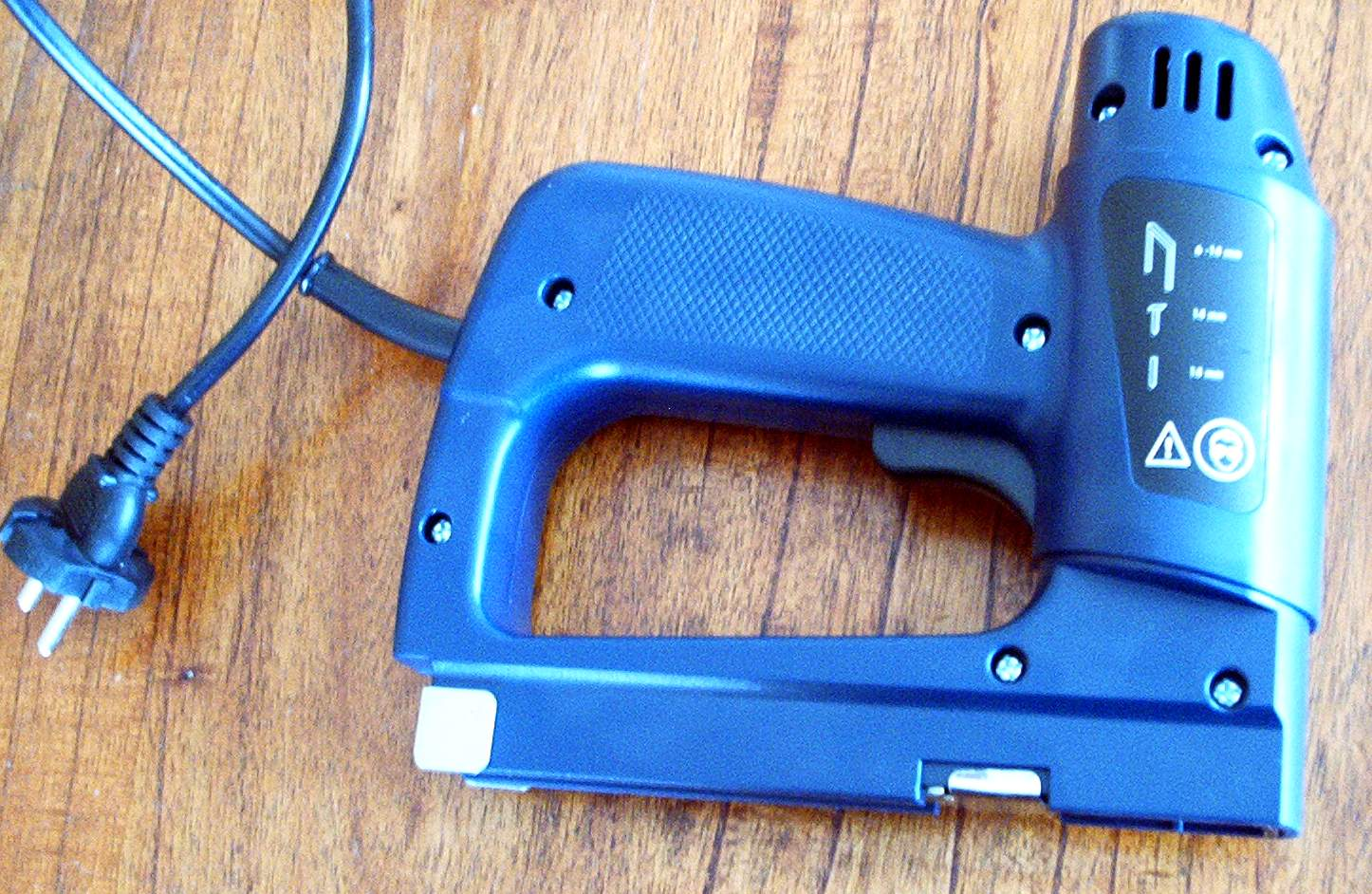
Elektrische versie

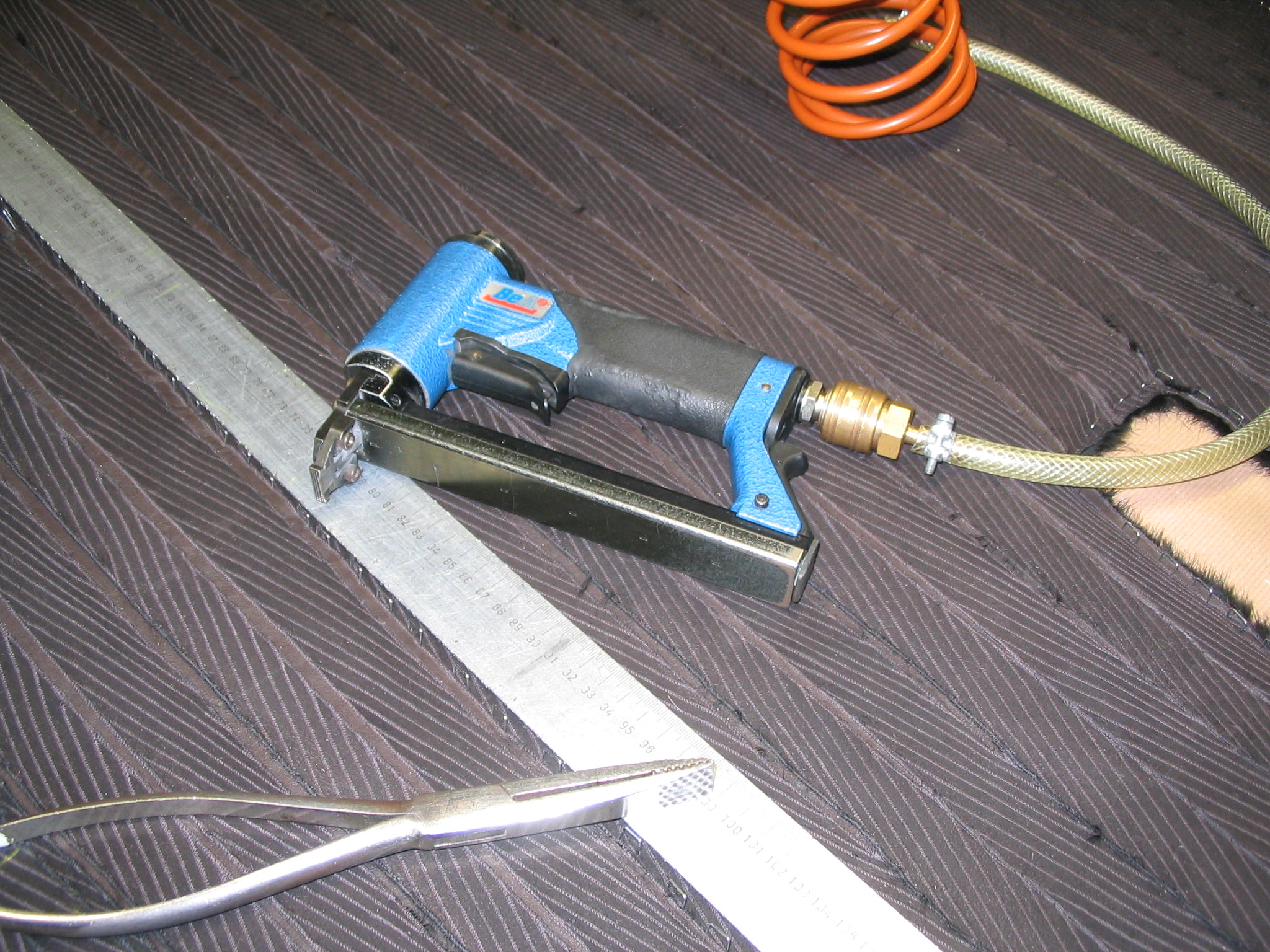
Pneumatische versie

Een nietpistool of tacker is een zwaardere versie van een nietapparaat, dat door middel van een veersysteem, perslucht of een krachtige elektromagneet, nieten in materiaal kan schieten.
Daar waar de kantoor-nietmachine een aambeeldplaatje heeft om de pootjes van het nietje om te buigen, heeft een nietpistool dat niet. Hierdoor gaan de nieten helemaal in het materiaal. Het is daarom relevant nietjes te kiezen waarvan de lengte van de pootjes afgestemd is op de dikte van het materiaal zodat de nieten er aan de andere kant niet weer uitkomen.
Een ander verschil tussen de handbediende kantoornietmachine en het handbediende nietpistool is dat de hendel andersom scharniert, waardoor het eenvoudiger te bedienen is. Er is bovendien een mechanisme om energie in een veersysteem op te slaan en plotseling vrij te laten komen, waardoor de kracht veel groter is dan wanneer het nietje met normale handkracht wordt weggedrukt. Een dergelijk type met omgekeerde hendel is voor het eerst in productie genomen in 1934.
Meestal is de slagkracht instelbaar. Daartoe zit er boven op het apparaat een stelknop.
In de regel worden met dit apparaat rechthoekige nietjes verwerkt, maar er bestaan ook ronde nietjes, bijvoorbeeld om elektriciteitsdraad te kunnen bevestigen. Ook is het mogelijk om met dit soort apparaten – door gebruik te maken van een ander magazijn – spijkertjes te schieten, die dan vergelijkbaar met nietjes als een lange strook of lint ingevoerd worden.

## Toepassingen
Bij het stofferen van meubels is het een handig en veel tijd besparend stuk gereedschap. Langzamerhand heeft het apparaat een veel uitgebreidere toepassing: hechten van isolatiemateriaal, (dunne) plafondplaten nieten, folie bevestigen, vloeren egaliseren met boardplaten enzovoort.